# Municipio de Barbecue
El municipio de Barbecue (en inglés: Barbecue Township) es un municipio ubicado en el  condado de Harnett en el estado estadounidense de Carolina del Norte. En el año 2000 tenía una población de 9.174 habitantes.

## Geografía
El municipio de Barbecue se encuentra ubicado en las coordenadas 35°22′26.77″N 79°2′23.56″O / 35.3741028, -79.0398778.